# Guillermo Ungo
Guillermo Manuel Ungo Revelo (3 septembre 1931 - 28 février 1991) est un homme politique salvadorien. Il est membre de la junte au pouvoir de 1979 à 1980.  
Ungo a été pendant un temps le chef (sans statut officiel) de l'opposition parlementaire, en sa qualité de président de l'alliance du Front démocratique révolutionnaire. Il est candidat lors de l'élection présidentielle salvadorienne de 1972, en position de vice-président de José Napoleón Duarte. Les résultats officiels rapporte la victoire pour le candidat soutenu par l'armée, Arturo Armando Molina, bien que l'équité de l'élection ait été largement contestée. 
Au pouvoir au début de la junte de 1979, il finit par être écarté en 1980. 
Il rentre d'un long exil en novembre 1987 avec un autre allié politique, Rubén Zamora, autre homme politique influent. Leurs organisations respectives ont fusionné en décembre 1987 au sein de la Convergence démocratique, mais ce nouveau groupe n’a pas présenté de candidats aux élections législatives de 1988. 